# Pelophylax ridibundus
La rana europea común (Pelophylax ridibundus) es una especie de anfibio anuro de la familia Ranidae. Es la rana más grande de Europa. Las hembras ponen hasta 2600 huevos fuera del agua. Vive en lagos, charcas, fosos y riachuelos. Se reproduce desde finales de primavera hasta septiembre.

## Alimentación
Los renacuajos comen una amplia gama de materia orgánica que incluye algas, detritos, plantas en descomposición y animales muertos.
Los adultos, que son las ranas más grandes de Europa, a menudo comen conespecíficos y otros anfibios, así como reptiles e incluso pequeños pájaros y roedores.

## Hábitat y distribución
Es endémica de casi toda Europa y el este de Asia, salvo las islas británicas, Bélgica y la península ibérica.
En España ha sido introducida en Cataluña, Comunidad Valenciana, Extremadura y Galicia. La especie ibérica autóctona del género Pelophylax es Pelophylax perezi, ampliamente distribuida, excepto en el Pirineo.